# Hạt nghi lễ Anh
Hạt nghi lễ (tiếng Anh: ceremonial county, lieutenancy area) là một khu vực của nước Anh mà một Lord Lieutenant được bổ nhiệm. Về mặt pháp lý đó là các vùng ở Anh, cũng như ở xứ Wales và Scotland, được xác định bởi Luật Lieutenancies Act 1997, có mục đích là để tổ chức các nghi lễ hoàng gia, trái ngược với các khu vực được sử dụng cho chính quyền địa phương. Nó cũng được gọi thông tục là hạt địa lý, như thường đại diện cho tính năng lâu dài hơn về địa lý Anh, và để phân biệt với các hạt của Anh có một chức năng quản lý ngày nay.